# Alan (Zengg)
Alan falu Horvátországban, Lika-Zengg megyében. Közigazgatásilag Zengghez tartozik.

## Fekvése
Zengg központjától 11 km-re északkeletre, a tengerparttól 6 km-re a megyehatáron fekszik.

## Története
A település akkor keletkezett, amikor 1605-ben Hercegovinából a török terjeszkedés elől menekülő bunyevácok érkeztek Zenggbe, majd a következő években a Zrínyiek engedélyével Lika területén több települést is alapítottak.
A falunak 1857-ben 112, 1910-ben 451 lakosa volt. A trianoni békeszerződésig Lika-Korbava vármegye Zenggi járásához tartozott. Ezt követően előbb a Szerb–Horvát–Szlovén Királyság, majd Jugoszlávia része lett. Jugoszlávia felbomlása után 1991-ben a független Horvátország része lett. 2011-ben 18 lakosa volt.

## Lakosság
| Lakosság változása | Lakosság változása | Lakosság változása | Lakosság változása | Lakosság változása | Lakosság változása | Lakosság változása | Lakosság változása | Lakosság változása | Lakosság változása | Lakosság változása | Lakosság változása | Lakosság változása | Lakosság változása | Lakosság változása | Lakosság változása |
| ------------------ | ------------------ | ------------------ | ------------------ | ------------------ | ------------------ | ------------------ | ------------------ | ------------------ | ------------------ | ------------------ | ------------------ | ------------------ | ------------------ | ------------------ | ------------------ |
| 1857               | 1869               | 1880               | 1890               | 1900               | 1910               | 1921               | 1931               | 1948               | 1953               | 1961               | 1971               | 1981               | 1991               | 2001               | 2011               |
| 112                | 0                  | 445                | 477                | 396                | 451                | 391                | 370                | 282                | 321                | 260                | 91                 | 9                  | 11                 | 11                 | 18                 |